# 迦勒迦河之战 (1381年)
1381年的迦勒迦河之战，是欽察汗國兩位蒙古軍閥馬麥與脫脫迷失為控制汗國進行的的戰爭，最後脫脫迷失勝利，把金帳與白帳統一起來。
馬麥是事實上統治欽察汗國的權臣（儘管他從未稱汗），但是當白帳汗國的脫脫迷失入侵時，他的控制權就開始瓦解。同時，羅斯王公反抗蒙古統治，從瑪麥帶走了寶貴的稅收來源。後來馬麥入侵了羅斯，但在著名的庫里科沃之戰中被擊敗。
後來出身白帳的脫脫迷失從東面入侵攻佔首都薩萊，馬麥用剩下的錢湊合了一支小部隊，並在北頓涅茨河遭遇脫脫迷失的軍隊，戰鬥的細節沒有剩下，但可能擁有一支更大部隊的脫脫迷失贏得了決定性的勝利，隨後他接管汗國(馬麥逃亡至克里米亞時，被卡法的熱那亞人殺死)。